# کازوما ناگای
کازوما ناگای (ژاپنی: 長井 一真؛ زادهٔ ۲ نوامبر ۱۹۹۸) یک بازیکن فوتبال اهل ژاپن است.
از باشگاه‌هایی که در آن بازی کرده‌است می‌توان به باشگاه فوتبال کیوتو سانگا اشاره کرد.